# My Little Society
My Little Society es el tercer EP del grupo femenino de Corea del Sur fromis_9. Fue lanzado el 16 de septiembre de 2020 por Off the Record y distribuido por Stone Music Entertainment y Genie Music. El álbum contiene cinco pistas, incluido el sencillo principal titulado «Feel Good (Secret Code)».
Off The Record Entertainment anunció que Lee Seo-yeon no podría participar en las promociones de My Little Society debido a una lesión en la pierna el 10 de septiembre de 2020.

## Antecedentes y lanzamiento
El 25 de agosto de 2020, Off The Record Entertainment confirmó que fromis_9 tendría un próximo lanzamiento musical el 14 de septiembre del mismo año, convirtiéndose en su primer regreso después de un año y tres meses desde su último trabajo, Fun Factory. El 2 de septiembre, Off The Record anunció que fromis_9 lanzaría su tercer EP con el nombre My Little Society el 16 de septiembre, dos días después de la fecha previamente confirmada.
Del 3 al 5 de septiembre, lanzaron el primer conjunto de fotos conceptuales de My Little Society. Luego, del 6 al 8 de septiembre, lanzaron la segunda serie de fotos conceptuales. Al día siguiente, el 9 de septiembre, publicaron algunas fotos conceptuales grupales. El 11 y 12 de septiembre, lanzaron la lista de canciones y el medley destacado de My Little Society respectivamente, revelando a «Feel Good (Secret Code)» como el sencillo principal. Del 15 al 16 de septiembre, lanzaron el primer y segundo teasers del vídeo musical de «Feel Good (Secret Code)», respectivamente.
El 16 de septiembre, se lanzó el EP My Little Society junto con el vídeo musical de «Feel Good (Secret Code)».

## Lista de canciones
| CD    |                           |                                                              |                                                              |                                              |          |  |
| N.º   | Título                    | Letras                                                       | Música                                                       | Arreglos                                     | Duración |  |
| 1.    | «Feel Good (Secret Code)» | Cho Sim, Seo Ji-eum                                          | Lee Woo-min (collapsedone), Justin Reinstein, J. Jean        | Lee Woo-min (collapsedone), Justin Reinstein | 3:45     |  |
| 2.    | «Weather»                 | Kim In-hyoung, Kako                                          | Nmore (PRISMFILTER), Choi Young-kyoung                       | Nmore (PRISMFILTER)                          | 3:22     |  |
| 3.    | «Starry Night (별의 밤)»  | Lee Seo-yeon, BuildingOwner (PRISMFILTER), Choi Young-kyoung | Lee Seo-yeon, BuildingOwner (PRISMFILTER), Choi Young-kyoung | Owner (PRISMFILTER)                          | 3:01     |  |
| 4.    | «Somebody to Love»        | Lee Sae-rom, Crazy Music, KZ, ANTIK, Lee Yun-jin, CLEF CREW  | Crazy Music, KZ, ANTIK, Lee Yun-jin, CLEF CREW               | Crazy Music, ANTIK                           | 3:13     |  |
| 5.    | «Mulgogi (물고기)»        | Lee Sae-rom, Park Ji-won, Lee Seu-ran, Shannon               | Park Ki-tae (PRISMFILTER), Shannon                           | Park Ki-tae (PRISMFILTER)                    | 2:52     |  |
| 16:21 |                           |                                                              |                                                              |                                              |          |  |

## Posicionamiento en listas
| Lista (2020)                     | Mejor posición |
| -------------------------------- | -------------- |
| Corea del Sur (Gaon Album Chart) | 3              |

| Lista (2020)                     | Mejor posición |
| -------------------------------- | -------------- |
| Corea del Sur (Gaon Album Chart) | 11             |

## Historial de lanzamiento
| País          | Fecha                    | Formato                         | Sello                                     |
| ------------- | ------------------------ | ------------------------------- | ----------------------------------------- |
| Corea del Sur | 16 de septiembre de 2020 | CD, descarga digital, streaming | Off the Record, Stone Music Entertainment |